# Séchoir à noix de Cognin-les-Gorges
Le séchoir à noix de Cognin-les Gorges (quelquefois dénommé séchoir de La Tour) est situé dans la commune du même nom, dans le département de l'Isère, en région Auvergne-Rhône-Alpes, en France.

## Histoire
Ce bâtiment, construit au XVIIIe siècle, est classé au titre des monuments historiques par arrêté du 30 septembre 1994.

## Description

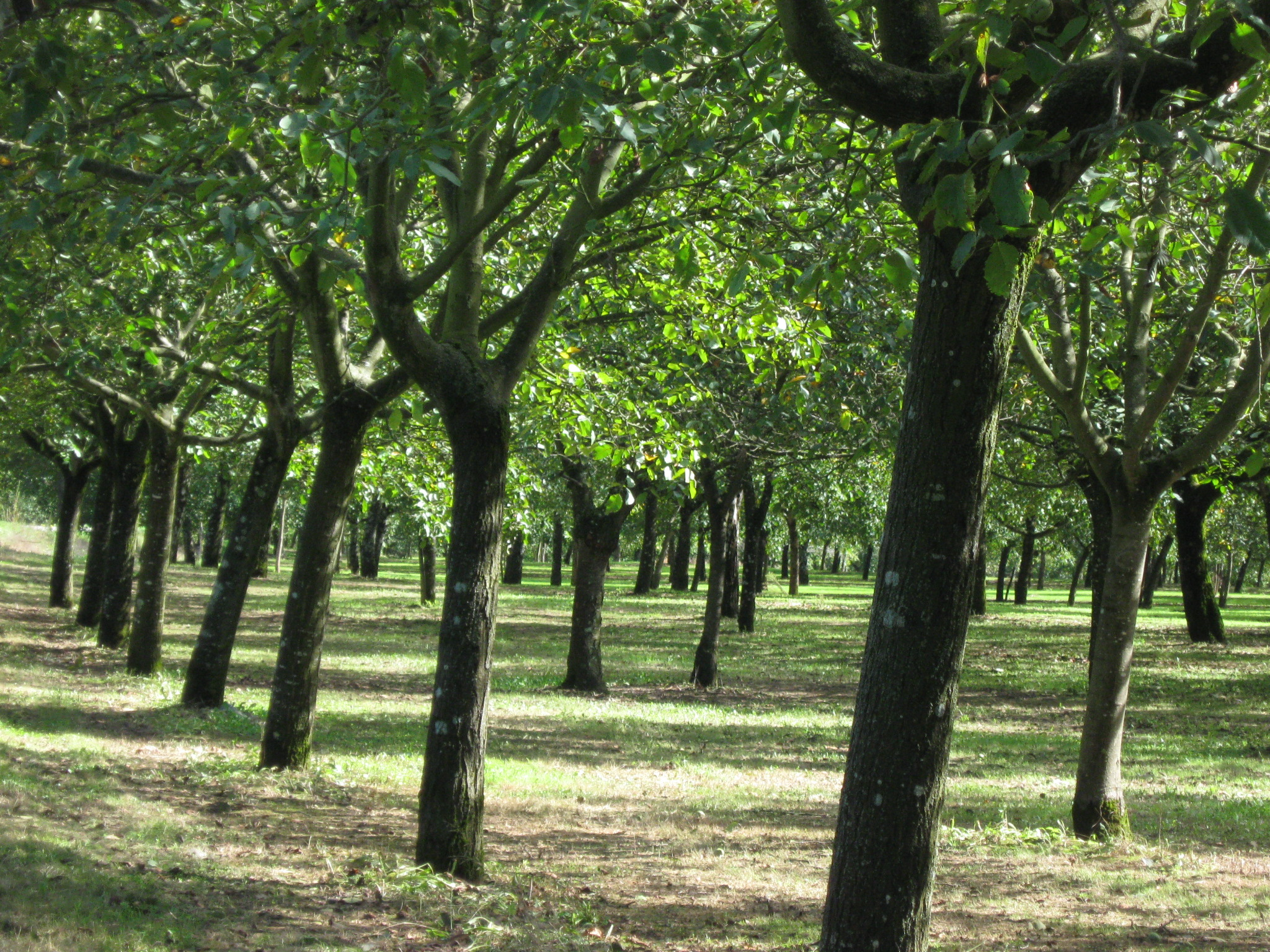
Une noyeraie

Le séchoir à noix est une adaptation architecturale propre au pays cultivant la noix. Sa particularité tient dans son degré d’ouverture. Construit en hauteur, composé de planchers et de parois ajourés, cette construction doit laisser entrer le vent pour sécher les noix tout en les protégeant contre les intempéries, du soleil et des oiseaux.
Ce séchoir typique de la vallée de l'Isère entre Grenoble et Romans-sur-Isère, couverte de noyeraies et principal centre de production de la noix de Grenoble. Il s'agit du seul bâtiment de ce type à être classé au titre des monuments historiques dans le département de l'Isère. 
Conçu pour sécher les noix, ce bâtiment indépendant de la ferme et ouvert aux quatre vents, comprend, une  remise au rez-de-chaussée. Un vaste espace au premier étage qui permettait le séchage des noix destinées à la vente, et un second niveau qui recevait les noix  de rebuts « Cacarots ».   Il possède une charpente exceptionnelle dont le bois remonte à 1776 ce qui en fait le plus vieux séchoir à noix de l'Isère.
Des visites ponctuelles sont organisés par l'office de tourisme de la communauté de communes, situé à Saint-Marcellin.

## Accès
Ce bâtiment est situé au n° 122 de l'impasse de la Tour à Cognin-les-Gorges, non loin du bourg central, dans une propriété privée.